# Józsa Ibolya
Józsa Ibolya, románul Viorica Ioja, férjezett neve Veres Ibolya (Újvár, 1962. február 26. –) olimpiai és világbajnok román evezős-kormányos.

## Pályafutása
Az 1984-es Los Angeles-i olimpián kormányos négyesben arany-, nyolcasban ezüstérmet szerzett a társaival. 1983-ban és 1985-ben világbajnoki ezüst-, 1986-ban aranyérmes lett kormányos négyesben.

## Sikerei, díjai
- Olimpiai játékok
  - aranyérmes: 1984, Los Angeles (kormányos négyes)
  - ezüstérmes: 1984, Los Angeles (nyolcas)
- Világbajnokság – kormányos négyes
  - aranyérmes: 1986
  - ezüstérmes (2): 1983, 1985